# Locomotiva prussiana G 5
Le locomotive prussiane G 5 costituivano un gruppo di locomotive a vapore con tender, di rodiggio 1-3-0, costruite in Germania, in massima parte per le Koniglich Preussische Eisenbahnverwaltung, in cinque serie differenti sulla base di un progetto di locomotiva per il traino di treni merci. Le cinque serie di locomotive, secondo la prassi "prussiana", furono denominate rispettivamente G 51, G 52, G 53, G 54, G 55.

## Storia
Il progetto di massima della locomotiva G 5 nacque nei primissimi anni novanta del XIX secolo come evoluzione concettuale di un progetto precedente, quello delle locomotive G 3. La costruzione delle locomotive ebbe inizio nel 1892. Nella seconda serie, denominata all'uso prussiano G 52, la cui costruzione ebbe inizio nel 1896 venne adottata la motorizzazione a doppia espansione; vennero prodotte circa 500 locomotive del tipo 2 per le Kpev, mentre 215, in varie forniture, furono consegnate alle ferrovie dell'Alsazia-Lorena. Nella quarta serie G 54, prodotta a partire dal 1902, venne modificata la meccanica della distribuzione con l'adozione della distribuzione Walschaerts e adottato il carrello anteriore Krauss-Kelmoltz per una migliore inscrivibilità nelle curve. Tra 1902 e 1910 vennero costruite circa 750 unità del tipo 4. L'ultima serie, la G 55, rappresentò in un certo modo un regresso in quanto sostanzialmente identica alla quarta serie adottava il vecchio assale portante anteriore Adams; di essa vennero prodotte una ventina di unità entro il 1911.
La prima serie, G 51, iniziò ad essere accantonata poco dopo la fine della prima guerra mondiale ed entro il 1930 era già scomparsa dall'esercizio in quanto ormai obsoleta tecnicamente.
Anche il gruppo "G" venne coinvolto nei risarcimenti bellici e pertanto una grossa quantità venne ceduta come bottino di guerra o in conto riparazioni. Ebbero locomotive G delle serie 1, 2 e 4, mescolate insieme, le ferrovie italiane, che le immatricolarono nel gruppo FS 603.

La Deutsche Reichsbahn dopo il 1923 immatricolò le locomotive rimaste in dotazione come DRG 54.

## Caratteristiche
La locomotiva "prussiana" G 5 era concettualmente una elaborazione della precedente locomotiva G 3 di cui riprendeva la disposizione e le dimensioni dei cilindri motori e la stessa distribuzione interna al telaio tipo Allan. Era invece maggiore la dimensione della caldaia, la cui pressione di esercizio era di 12 bar e la superficie tubiera di 137 m²; maggiore anche il forno che aveva una superficie di griglia di 2,29 m² e differente il rodiggio con asse anteriore di tipo Adams.

### Locomotive G 51
Erano la prima serie, costruita in poco più di 250 unità, a semplice espansione e con distribuzione "Allan" interna al telaio. Il motore aveva cilindri del diametro di 450 mm, con corsa di 630 mm e sviluppava una potenza normale di 540 CV. Il rodiggio a tre assi accoppiati, con azionamento della biella motrice sull'asse centrale, aveva un passo rigido di 4 metri in quanto gli assi erano posti a 2.000 mm l'uno dall'altro. La lunghezza totale della locomotiva e del tender era pari a 15.990 mm. La massa della locomotiva in assetto di servizio era di 48,5 t. Il peso per asse era ripartito in ragione di 13 t sul primo asse motore, 13,2 t sul secondo e 13,7 sul terzo asse. L'asse portante anteriore era caricato in ragione di 8,6 t.

### Locomotive G 52
Costituivano la versione a doppia espansione del precedente gruppo e ciò le rendeva più potenti permettendo una migliore prestazione. Nel complesso la locomotiva presentava le stesse dimensioni sia della caldaia che del carro. La lunghezza totale era di poco superiore, 16.168 mm. Il motore "compound" aveva i cilindri maggiorati a 480 mm di diametro, nello stadio ad alta pressione e a 680 mm per quello a bassa pressione. Data la maggiore massa del motore, che portava la massa in assetto di servizio della locomotiva a 51,1 t, il peso assiale era aumentato a 14,6 t sul primo e sul secondo asse motore, mentre il terzo presentava un carico di 13,8 t. L'asse anteriore portante Adams era caricato a 8,1 t.

### Locomotive G 53
Le locomotive della terza serie erano identiche alle G 52 quanto ad impostazione generale ma la loro motorizzazione era a semplice espansione come nella prima serie con un motore un poco più potente in virtù dei cilindri di maggiore diametro, 490 mm (rispetto ai 450 mm della prima serie). Differivano tuttavia nell'asse anteriore che adottava un carrello Krauss-Helmoltz, anziché l'asse portante Adams, migliorandone notevolmente la marcia nelle linee tortuose. Furono costruite tra 1903 e 1906 in oltre duecento esemplari.

### Locomotive G 54
Le locomotive della quarta serie erano una versione migliorata sia in potenza, in virtù del motore a doppia espansione i cui cilindri erano stati maggiorati a 500 mm e 750 mm, rispettivamente per l'alta e la bassa pressione, che in stabilità di marcia in seguito all'adozione del carrello, Krauss-Helmoltz (già sperimentato nella terza serie) che permetteva la traslazione del primo asse motore nel caso di inscrizione in curva, diminuendo così il passo rigido della locomotiva. Era stata cambiata anche la distribuzione, ora esterna e con meccanismo di tipo Walschaerts. La massa del rotabile, 55,1 t complessive in assetto di servizio, era così distribuita: 14,6 t sul primo asse motore, 15,3 t sul secondo e 14,1 t sul terzo; l'asse portante anteriore ora supportava 11,1 t in seguito alla differente impostazione tecnica. La lunghezza totale della macchina era rimasta invariata ma erano cambiate le distanze tra gli assi ora ridotte a 1.650 mm mentre era aumentata la distanza tra asse portante e primo del carrello anteriore aumentata da 2.300 a 2.700 mm.
Alla locomotiva vennero accoppiati tender del tipo "3 T 12", "3 T 15" e "4 T 16".

### Locomotive G 55
Le G 5 della quinta ed ultima serie erano identiche alle G 54 eccetto per il fatto che riadottavano il vecchio, ma più economico, assale anteriore portante Adams invece che il più moderno Krauss-Helmholtz. La loro produzione, nel 1910, fu di una ventina di unità. Ne vennero fornite anche 9 unità alle ferrovie del Granducato di Meclemburgo (MFFE) e 3 alle ferrovie dell'Alsazia-Lorena.